# サンドラ・ベジック
サンドラ・マリー・ベジック（Sandra Marie Bezic, 1956年4月6日 - ）は、カナダオンタリオ州生まれの元フィギュアスケートペアスケーティング選手で振付師、スポーツ解説者。1972年札幌オリンピックカナダ代表。選手時代のパートナーは実弟でもあるヴァル・ベジック。

## 経歴
実弟のヴァル・ベジックとペアを組み、1970年カナダフィギュアスケート選手権で優勝。1972年札幌オリンピックに出場し、9位となった。1974年のカナダフィギュアスケート選手権で5連覇を達成、1974年世界フィギュアスケート選手権で自己最高位5位となり、この年に引退した。
引退後、振付師としてカルガリーオリンピック男子シングル金メダリストのブライアン・ボイタノ、アルベールビルオリンピック女子シングル金メダリストのクリスティー・ヤマグチ、長野オリンピック女子シングル金メダリストのタラ・リピンスキーなど、多くの名選手の振り付けを担当した。その一方で、長らくNBCとCBCのフィギュアスケート解説者としても活躍した。

## 主な戦績
| 大会/年      | 1968-69 | 1969-70 | 1970-71 | 1971-72 | 1972-73 | 1973-74 |
| ------------ | ------- | ------- | ------- | ------- | ------- | ------- |
| オリンピック |         |         |         | 9       |         |         |
| 世界選手権   |         | 14      | 9       | 8       | 6       | 5       |
| 北米選手権   | 5       |         | 3       |         |         |         |
| カナダ選手権 | 3       | 1       | 1       | 1       | 1       | 1       |